# Epischura baikalensis
Epischura baikalensis is een eenoogkreeftjessoort uit de familie van de Temoridae. De wetenschappelijke naam van de soort werd in 1900 voor het eerst geldig gepubliceerd door Georg Ossian Sars.